# Terencio José Javaloyes
Terencio José Javaloyes va ser un polític valencià, alcalde d'Alacant en la dècada del 1870. Se'n sap molt poc del seu mandat, llevat que va encapçalar una comissió amb el tinent d'alcalde, dos regidors i el cronista oficial Rafael Viravens y Pastor que va visitar l'illa de Tabarca el 12 de juny de 1878 per tal de millorar-hi la situació dels edificis i els serveis municipals.